# Zadnia Krywańska Turnia
Zadnia Krywańska Turnia (słow. Zadná Krivánska veža) – turnia o wysokości 2205 m n.p.m. znajdująca się w Krywańskiej Grani w słowackiej części Tatr Wysokich. Od Turni nad Korytem na południowym wschodzie oddzielona jest Wyżnią Krywańską Szczerbiną, a od Pośredniej Krywańskiej Turni na północnym zachodzie oddziela ją Pośrednia Krywańska Szczerbina. Do doliny Niewcyrki obrywa się pokaźną, choć rozczłonkowaną ścianą. Trawiaste stoki turni od strony Koryta Krywańskiego nie mają charakteru ściany.
Pierwszego znanego wejścia na Zadnią Krywańską Turnię dokonali Alfred Martin i przewodnik Johann Franz senior 20 września 1907, podczas wspinaczki Krywańską Granią.
Współcześnie wspinaczka w całym masywie Krywania nie jest dozwolona, z wyjątkiem północnej ściany Ramienia Krywania w okresie zimowym (od 21 grudnia do 20 marca).

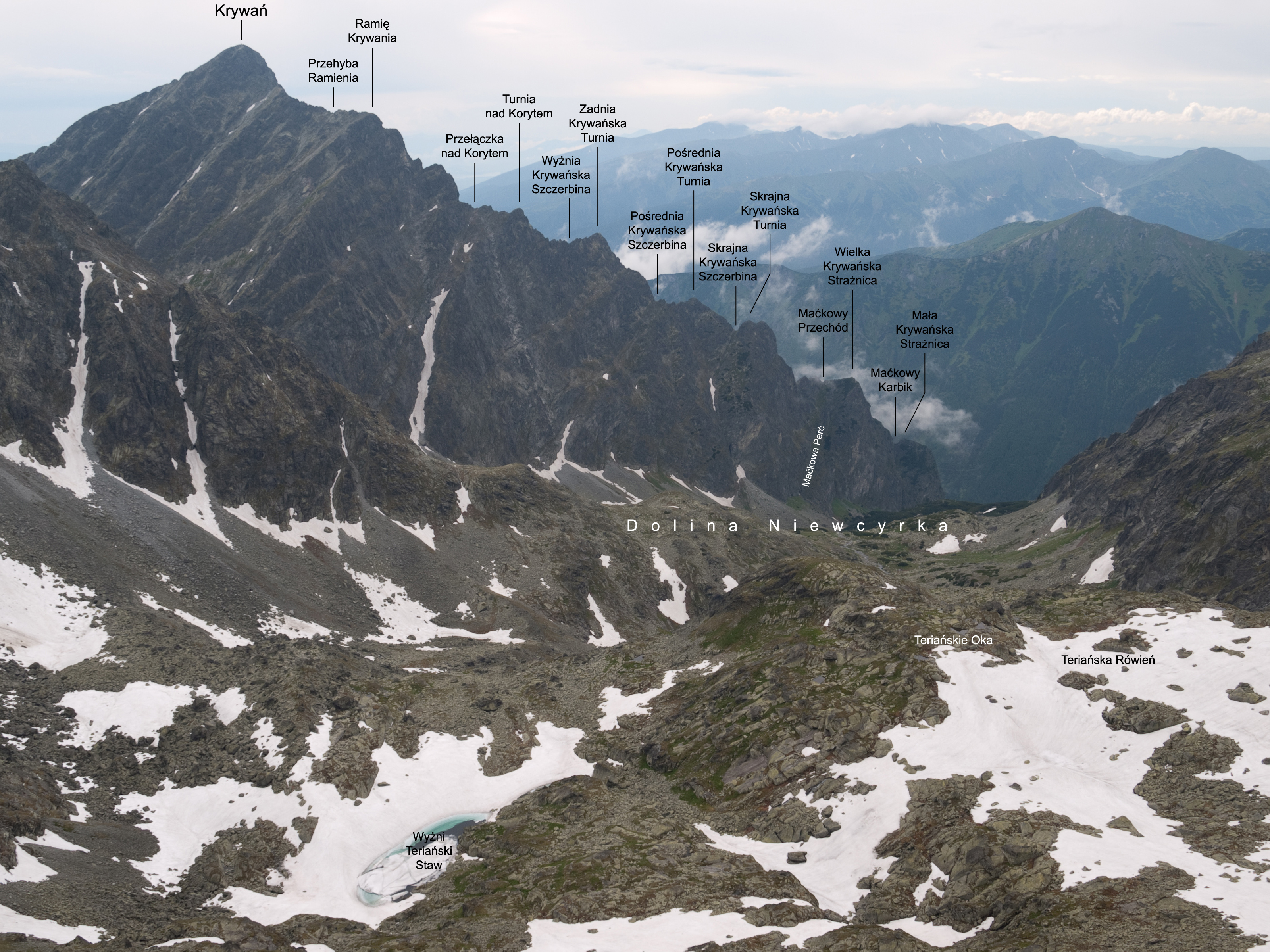
Krywańska Grań – widok z Furkotu